# Río Atirro
El río Atirro es un pequeño río de la vertiente del mar Caribe de Costa Rica, que nace en el cerro de las Cruces y es tributario del río Reventazón. En sus riberas se fundaron varios asentamientos de colonos siendo el más importante el pueblo de Atirro, una de las reducciones indígenas que pertenecieron al Corregimiento de Turrialba y  que albergó una hacienda agropecuaria con mucho auge en la década de los años 70. El río nace en una zona de bosque primario y desciende montaña virgen entre la cadena montañosa denominada "fila de Atirro",  desciende hasta llegar al valle en medio de plantaciones de caña de azúcar hasta desembocar en el río Reventazón.
- Datos: Q4815846